# ピエール＝アラン・フロー
ピエール＝アラン・フロー（Pierre-Alain Frau、1980年4月15日 - ）は、フランス・ドゥー県モンベリアル出身のサッカー選手。ポジションはFW。

## 経歴
地元クラブのFCソショーの下部組織出身。2002年にはU-21フランス代表としてUEFA U-21欧州選手権に出場し準優勝した。契約切れでオリンピック・リヨンに移籍するもレギュラー獲得はできず、RCランスにレンタル移籍し、翌シーズンにはパリ・サンジェルマンFCに完全移籍した。2008年1月にリールにレンタル移籍し、シーズン終了後に完全移籍を果たした。

## タイトル
- FCソショー

リーグ・ドゥ 2000-2001
リーグ・カップ 2004
- オリンピック・リヨン

リーグ・アン 2004-2005
- リールOSC

リーグ・アン 2010-2011
クープ・ドゥ・フランス 2010-2011